# Medveďov
Medveďov (do roku 1948 slovensky Medve; maďarsky Medve, německy Weißkirchen) je obec na Slovensku v okrese Dunajská Streda. V roce 2013 měla 536 obyvatel. První písemná zmínka o obci pochází z roku 1252.

## Geografie

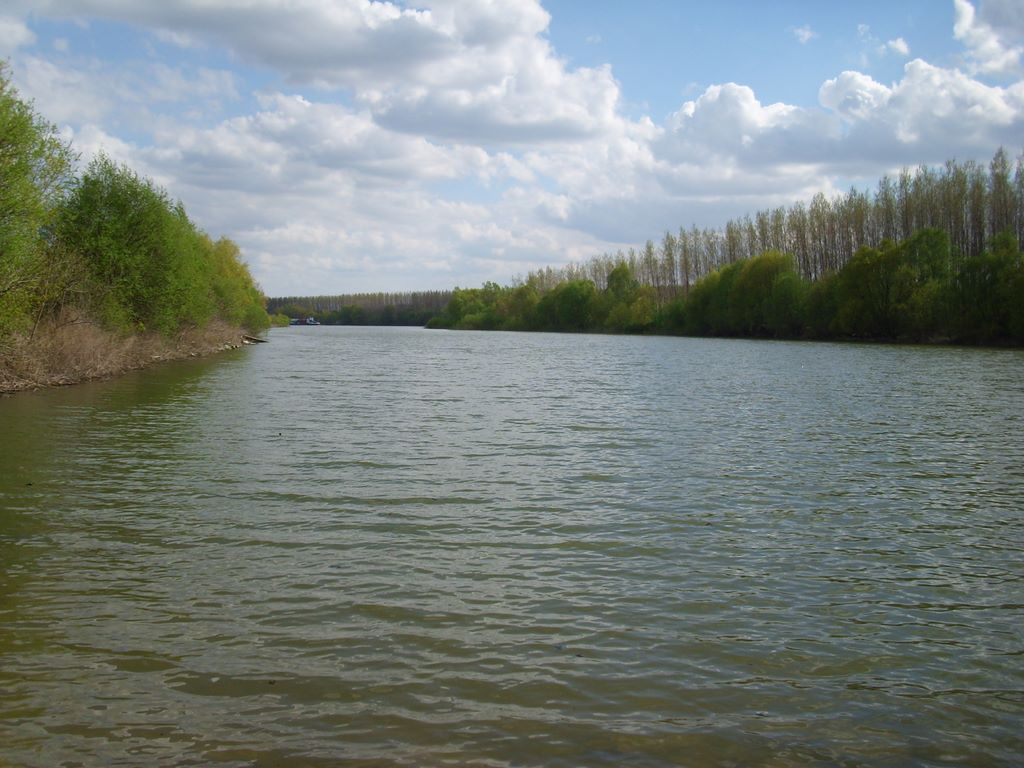
Rameno Dunaje u Medveďova

Obec leží na Žitném ostrově, části Podunajské nížiny, přímo na levém břehu Dunaje. Silničním mostem je spojena s maďarským městem Vámosszabadi a dále s Győrem. Centrum obce leží 26 kilometrů jižně od Dunajské stredy a 41 kilometrů západně od Komárna.
Na území obce se nachází část Chráněné krajinné oblasti Dunajské luhy.

## Historie

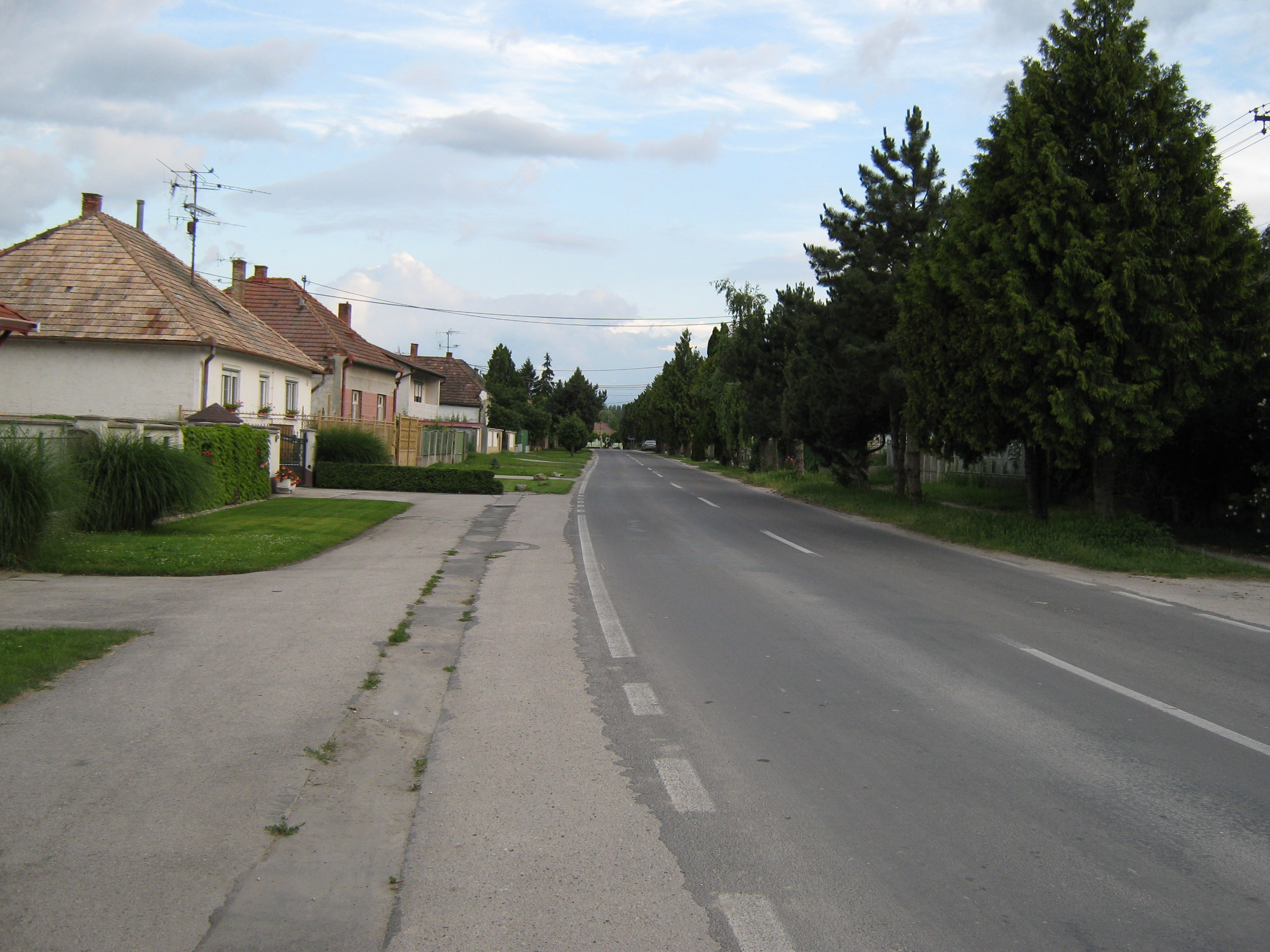
Medveďov

Obec je poprvé zmiňována v roce 1252 jako  Willa Medwe castri Posoniensis (ves Medve hradu Pozsony). Jméno bylo pravděpodobně buď maďarskou zkomoleninou slovanského/slovenského slova medveď (česky medvěd) nebo bylo odvozeno od vlastního jména. Ještě před listinnou zmínkou zde stávala osada sloužící k ochraně brodu na Dunaji. Ve středověku bylo Medve královským majetkem, bylo je součástí panství Pressburg, později patřila obec několika šlechtickým rodům. V roce 1869 měla 682 obyvatel. Ještě v 19. století zde na řece stávalo několik vodních mlýnů.
Po rozpadu Rakousko-Uherska do roku 1919 patřil Medveďov jako součást Rábské župy Maďarsku a pak bylo území obsazeno československou armádou. Na základě Trianonské smlouvy připadlo v roce 1920 Československu. V důsledku První vídeňské arbitráže byla obec v letech 1938–1945 součástí Maďarska. Od roku 1947 oficiálně byla opět součástí Československa.
Medveďov byl postižen velkými povodněmi v letech 1895, 1956 a také 17. června 1965. Sídlil zde 2. poříční oddíl Pohraniční stráže, součást Dunajské pohraniční stráže.

## Složení obyvatelstva
Výsledky ze sčítání obyvatel z roku 2001 (583 obyvatel):
| Podle etnika: - 87,31 % Maďarů - 11,15 % Slováků - 1,03 % Čechů | Podle vyznání: - 83,36 % římskokatolické - 10,98 % bez vyznání |

## Pamětihodnosti
- římskokatolický kostel svaté Anny v klasicistním stylu z roku 1800